# RK Krim
Pour les articles homonymes, voir Krim.
Dernière mise à jour : 14 mai 2025.
Le Rokometni Klub Krim est un club féminin de handball basé à Ljubljana en Slovénie.
À l'image de son homologue masculin du RK Celje, le club domine largement le handball en Slovénie puisque depuis 1995, il a remporté toutes les éditions du champion de Slovénie sauf en 2016 et toutes les éditions de la Coupe de Slovénie, sauf en 1998 et en 2024. De plus, le club a remporté à deux reprises la Ligue des champions.

## Origine du nom du club
Le Krim est un mont qui culmine à 1 107 mètres qui domine la ville de Ljubljana.

## Palmarès
compétitions internationales
- Ligue des champions 
  - vainqueur (2) en 2001 et 2003
  - finaliste (3) en 1999, 2004 et 2006
- supercoupe d'Europe
  - vainqueur  (2) en 2003, 2004.
  - finaliste (1) en 2006

compétitions nationales
- Championnat de Slovénie 
  - vainqueur (29) de 1995 à 2015 et de 2017 à 2025
  - deuxième en 1993, 1994 et 2016
- Coupe de Slovénie
  - vainqueur (29) de 1993 à 1997 et de 1999 à 2019, 2022, 2023, 2025
- supercoupe de Slovénie
  - vainqueur (8) : 2014, 2015, 2016, 2017, 2018, 2019, 2022, 2023

## Effectif

### Effectif actuel
L'effectif pour la saison 2023-2024 est, :
| Gardiennes de but - 12 Bárbara Arenhart - 16 Maja Vojnović (en) - 75 Dijana Đajić Ailières gauches - 08 Tamara Mavsar (en) - 17 Elena Erceg - 88 Ema Abina (en) Ailière droite - 04 Jovanka Radičević Pivots - 03 Manca Jurič (en) - 15 Valentina Klemenčič (en) - 34 Tatjana Brnović | Arrières gauches - 05 Tjaša Stanko - 07 Allison Pineau - 23 Betchaïdelle Ngombele - 66 Aleksandra Rosiak Demi-centres - 09 Nina Spreitzer (en) - 11 Daria Dmitrieva - 18 Nina Zulić - 96 Itana Grbić Arrières droites - 20 Alja Varagić - 25 Barbara Lazović Staff - Entraîneur principal : Dragan Adžić |

### Transferts pour la saison 2024-25
| Arrivées - Ana Gros, arrière droite,, en provenance de Győri ETO KC - Grâce Zaadi, demi-centre, en provenance de CSM Bucarest - Tamara Horacek, demi-centre, en provenance de Neptunes de Nantes | Départs - Daria Dmitrieva, demi-centre, à destination de Ferencváros TC - Aleksandra Rosiak, arrière gauche, à destination de MKS Lublin |

## Personnalités liées au club

### Joueuses emblématiques
- Gorica Aćimović : de 2011 à 2012
- Lioudmila Bodnieva : de 2003 à 2013
- / Nataliya Derepasko : de 1997 à 2008
- Luminița Dinu-Huțupan : de 2001 à 2002 et de 2003 à 2006
- Daria Dmitrieva : de 2022 à 2024
- Andrea Farkas : de 2004 à 2005
- Simona Gogîrlă : de 1997 à 2001
- Cecilie Leganger : de 2003 à 2004
- Andrea Lekić : de 2007 à 2011
- Tanja Logvin : de 2003 à 2005
- Carmen Martín : de 2012 à 01/2014
- Katja Nyberg : de 2005 à 2006
- Andrea Penezić : de 2010 à 2014
- Katalin Pálinger : de 2006 à 2007
- Allison Pineau : de 2021 à 2024
- Océane Sercien-Ugolin : de 2020 à 2022
- Linnea Torstenson : de 2012 à 2014
- Szandra Zácsik : de 2009 à 2010

### Entraîneurs
- Cveta Benet : de 1984 à 1991
- Marta Bon (de) : de 1991 à 1994
- Andrej Kavčič : de 1994 à 1995
- jiři Zerzan : de 1996 à 1996
- Vinko Kandija : de 1996 à 2000
- Tone Tiselj (en) : de 2000 à 2006
- Robert Beguš : de 2006 à 2007
- Bojan Čotar : de 2007 à 2008
- Marta Bon (de) (2) : de 2008 à 2011
- Tone Tiselj (en) (2) : de 2011 à 2013
- Marta Bon (de) (3) : de 2013 à 2015
- Uroš Bregar : de 2016 à 2021
- Dragan Adžić : de 2021 à 2024
- Žiga Novak : de 2024 à 2025
- Ambros Martín : de depuis décembre 2024

### Présidents
- Zoran Janković : de 1992 à 1997